# Ronde van Italië 2011
De 94e editie van de Ronde van Italië werd verreden van 7 tot en met 29 mei 2011. De ronde begon in Turijn en eindigde in Milaan. De Ronde van Italië maakte voor de derde keer deel uit van de UCI Wereldranglijst en hoorde ook bij de UCI World Tour 2011.
De ronde werd aanvankelijk gewonnen door Alberto Contador met een voorsprong van 7 minuten op de nummer 2. Contador werd echter enkele maanden na afloop gediskwalificeerd wegens een dopinggeval in de Tour de France van 2010. Op deze manier schoof Michele Scarponi, die de hele ronde geen roze trui had gedragen, door naar plaats 1. Ook werden Contador zijn twee etappe-overwinningen ontnomen, waardoor José Rujano en Vincenzo Nibali met terugwerkende kracht een etappe op hun palmares kon bijschrijven. 
Deze editie stond in het teken van het 150-jarig bestaan van Italië. Zo mocht Italiaans kampioen Giovanni Visconti starten met rugnummer 150. Verder werd Turijn, de eerste hoofdstad van het onafhankelijk Italië, om dezelfde reden gekozen als startplaats.

## Dodelijk ongeval
In de derde etappe werd de Giro op 27 kilometer van de eindstreep opgeschrikt door een val van Wouter Weylandt in de afdaling van de Passo del Bocco. Bij deze val verloor de Belg het leven. Hij was op slag dood. In reactie hierop werd de vierde etappe geneutraliseerd, waarin de ploegen om en om op kop reden, eindigend met de 8 renners van Weylandts team Leopard-Trek, vergezeld door Tyler Farrar, een goede vriend van Weylandt. Zij verlieten na deze etappe allen de koers. Hierna besloot de organisatie om het rugnummer 108, dat Weylandt droeg bij de dodelijke val, nooit meer uit te reiken in de toekomst.

## Roze trui Pieter Weening
Rabobank-renner Pieter Weening schreef de vijfde etappe op zijn naam en droeg daarna vier dagen de roze leiderstrui. Het was de eerste keer sinds Jeroen Blijlevens in 1999 dat een Nederlander een Giro-etappe won en de roze trui veroverde.

## Deelnemers
Naast de achttien teams van de World Tour stonden er vijf continentale teams aan de start: Acqua & Sapone, Farnese Vini-Neri Sottoli, Colnago-CSF Inox, Androni Giocattoli en Geox-TMC. Het aantal renners kwam hiermee op 207, zeven meer dan de normale limiet van 200; de UCI gaf toestemming voor deze eenmalige uitzondering.

## Etappe-overzicht
- In de onderstaande overzichten is de naam van Alberto Contador geschrapt. Hij won aanvankelijk de negende en zestiende etappe en was vanaf de negende tot en met de laatste etappe leider in het algemeen klassement. Contador werd in februari 2012 gediskwalificeerd.

| Datum  | Etappe  | Start - Finish                               | Afstand | Type                | Winnaar                                                      | Ploeg                                                        | Klassementsleider   |
| ------ | ------- | -------------------------------------------- | ------- | ------------------- | ------------------------------------------------------------ | ------------------------------------------------------------ | ------------------- |
| 7 mei  | 1       | Venaria Reale - Turijn                       | 19,3 km | Ploegentijdrit      | Team HTC-High Road                                           | Team HTC-High Road                                           | Marco Pinotti       |
| 8 mei  | 2       | Alba - Parma                                 | 242 km  | Vlakke rit          | Alessandro Petacchi                                          | Lampre-ISD                                                   | Mark Cavendish      |
| 9 mei  | 3       | Reggio Emilia - Rapallo                      | 178 km  | Heuvelrit           | Ángel Vicioso                                                | Androni Giocattoli                                           | David Millar        |
| 10 mei | 4       | Genua (stadsdeel Quarto dei Mille) - Livorno | 208 km  | Heuvelrit           | Etappe geneutraliseerd ter nagedachtenis van Wouter Weylandt | Etappe geneutraliseerd ter nagedachtenis van Wouter Weylandt | David Millar        |
| 11 mei | 5       | Piombino - Orvieto                           | 201 km  | Heuvelrit           | Pieter Weening                                               | Rabobank                                                     | Pieter Weening      |
| 12 mei | 6       | Orvieto - Fiuggi Terme                       | 195 km  | Heuvelrit           | Francisco Ventoso                                            | Team Movistar                                                | Pieter Weening      |
| 13 mei | 7       | Maddaloni - Montevergine di Mercogliano      | 110 km  | Bergrit             | Bart De Clercq                                               | Omega Pharma-Lotto                                           | Pieter Weening      |
| 14 mei | 8       | Sapri - Tropea                               | 214 km  | Vlakke rit          | Oscar Gatto                                                  | Farnese Vini-Neri Sottoli                                    | Pieter Weening      |
| 15 mei | 9       | Messina - Etna                               | 159 km  | Bergrit             | José Rujano                                                  | Androni Giocattoli                                           | Kanstantsin Siwtsow |
| 16 mei | Rustdag | Rustdag                                      | Rustdag | Rustdag             | Rustdag                                                      | Rustdag                                                      | Rustdag             |
| 17 mei | 10      | Termoli - Teramo                             | 156 km  | Vlakke rit          | Mark Cavendish                                               | Team HTC-High Road                                           | Kanstantsin Siwtsow |
| 18 mei | 11      | Tortoreto Lido - Castelfidardo               | 160 km  | Heuvelrit           | John Gadret                                                  | AG2R-La Mondiale                                             | Kanstantsin Siwtsow |
| 19 mei | 12      | Castelfidardo - Ravenna                      | 171 km  | Vlakke rit          | Mark Cavendish                                               | Team HTC-High Road                                           | Kanstantsin Siwtsow |
| 20 mei | 13      | Spilimbergo - Grossglockner                  | 159 km  | Bergrit             | José Rujano                                                  | Androni Giocattoli                                           | Vincenzo Nibali     |
| 21 mei | 14      | Lienz - Monte Zoncolan                       | 210 km  | Bergrit             | Igor Antón                                                   | Euskaltel-Euskadi                                            | Vincenzo Nibali     |
| 22 mei | 15      | Conegliano - Gardeccia-Val di Fassa          | 230 km  | Bergrit             | Mikel Nieve                                                  | Euskaltel-Euskadi                                            | Michele Scarponi    |
| 23 mei | Rustdag | Rustdag                                      | Rustdag | Rustdag             | Rustdag                                                      | Rustdag                                                      | Rustdag             |
| 24 mei | 16      | Belluno - Nevegal                            | 12,7 km | Klimtijdrit         | Vincenzo Nibali                                              | Liquigas-Cannondale                                          | Michele Scarponi    |
| 25 mei | 17      | Feltre - Sondrio                             | 246 km  | Heuvelrit           | Diego Ulissi                                                 | Lampre-ISD                                                   | Michele Scarponi    |
| 26 mei | 18      | Morbegno - San Pellegrino Terme              | 147 km  | Heuvelrit           | Eros Capecchi                                                | Liquigas-Cannondale                                          | Michele Scarponi    |
| 27 mei | 19      | Bergamo - Macugnaga                          | 211 km  | Bergrit             | Paolo Tiralongo                                              | Astana                                                       | Michele Scarponi    |
| 28 mei | 20      | Verbania - Sestrière                         | 242 km  | Bergrit             | Vasil Kiryjenka                                              | Team Movistar                                                | Michele Scarponi    |
| 29 mei | 21      | Milaan - Milaan                              | 32,8 km | Individuele tijdrit | David Millar                                                 | Team Garmin-Cervélo                                          | Michele Scarponi    |

## Klassementsleiders na elke etappe
| Etappe    | Algemeen klassement | Puntenklassement    | Bergklassement     | Jongerenklassement | Ploegenklassement   |
| --------- | ------------------- | ------------------- | ------------------ | ------------------ | ------------------- |
| 1         | Marco Pinotti       | niet uitgereikt     | niet uitgereikt    | Bjørn Selander     | Team HTC-High Road  |
| 2         | Mark Cavendish      | Alessandro Petacchi | Sebastian Lang     | Bjørn Selander     | Team HTC-High Road  |
| 3         | David Millar        | Alessandro Petacchi | Gianluca Brambilla | Jan Bakelants      | Team Garmin-Cervélo |
| 4         | David Millar        | Alessandro Petacchi | Gianluca Brambilla | Jan Bakelants      | Team Garmin-Cervélo |
| 5         | Pieter Weening      | Alessandro Petacchi | Martin Kohler      | Steven Kruijswijk  | Team Movistar       |
| 6         | Pieter Weening      | Alessandro Petacchi | Martin Kohler      | Steven Kruijswijk  | Team Movistar       |
| 7         | Pieter Weening      | Alessandro Petacchi | Bart De Clercq     | Steven Kruijswijk  | Team Movistar       |
| 8         | Pieter Weening      | Alessandro Petacchi | Bart De Clercq     | Steven Kruijswijk  | Team Movistar       |
| 9         | Kanstantsin Siwtsow | Alessandro Petacchi | Filippo Savini     | Roman Kreuziger    | Astana              |
| 10        | Kanstantsin Siwtsow | Alessandro Petacchi | Filippo Savini     | Roman Kreuziger    | Astana              |
| 11        | Kanstantsin Siwtsow | Alessandro Petacchi | Filippo Savini     | Roman Kreuziger    | Astana              |
| 12        | Kanstantsin Siwtsow | Alessandro Petacchi | Filippo Savini     | Roman Kreuziger    | Astana              |
| 13        | Vincenzo Nibali     | Roberto Ferrari     | José Rujano        | Roman Kreuziger    | Astana              |
| 14        | Vincenzo Nibali     | Michele Scarponi    | Gianluca Brambilla | Roman Kreuziger    | Astana              |
| 15        | Michele Scarponi    | Michele Scarponi    | Stefano Garzelli   | Roman Kreuziger    | Astana              |
| 16        | Michele Scarponi    | Michele Scarponi    | Stefano Garzelli   | Roman Kreuziger    | Astana              |
| 17        | Michele Scarponi    | Michele Scarponi    | Stefano Garzelli   | Roman Kreuziger    | Astana              |
| 18        | Michele Scarponi    | Michele Scarponi    | Stefano Garzelli   | Roman Kreuziger    | Astana              |
| 19        | Michele Scarponi    | Michele Scarponi    | Stefano Garzelli   | Roman Kreuziger    | Astana              |
| 20        | Michele Scarponi    | Michele Scarponi    | Stefano Garzelli   | Roman Kreuziger    | Astana              |
| 21        | Michele Scarponi    | Michele Scarponi    | Stefano Garzelli   | Roman Kreuziger    | Astana              |
| Eindstand | Michele Scarponi    | Michele Scarponi    | Stefano Garzelli   | Roman Kreuziger    | Astana              |

## Eindklassementen
- De later gediskwalificeerde Alberto Contador won aanvankelijk het algemeen klassement en het puntenklassement, en eindigde tevens als tweede in het bergklassement.

### Algemeen klassement
| Plaats    | Naam                | Ploeg               | Tijd      |
| --------- | ------------------- | ------------------- | --------- |
| Roze trui | Michele Scarponi    | Lampre-ISD          | 84u11'24" |
| 2         | Vincenzo Nibali     | Liquigas-Cannondale | + 46"     |
| 3         | John Gadret         | AG2R-La Mondiale    | + 03'54"  |
| 4         | Joaquím Rodríguez   | Team Katjoesja      | + 04'55"  |
| 5         | Roman Kreuziger     | Pro Team Astana     | + 05'18"  |
| 6         | José Rujano         | Androni Giocattoli  | + 06'02"  |
| 7         | Denis Mensjov       | Geox-TMC            | + 06'08"  |
| 8         | Steven Kruijswijk   | Rabobank            | + 07'41"  |
| 9         | Kanstantsin Siwtsow | Team HTC-High Road  | + 08'00"  |
| 10        | Mikel Nieve         | Euskaltel-Euskadi   | + 09'58"  |
|           |                     |                     |           |
| 23        | Jan Bakelants       | Omega Pharma-Lotto  | + 48'57"  |

### Nevenklassementen
| Puntenklassement |                   |                     |        |
| Plaats           | Naam              | Ploeg               | Punten |
| Rode trui        | Michele Scarponi  | Lampre-ISD          | 122    |
| 2                | Vincenzo Nibali   | Liquigas-Cannondale | 121    |
| 3                | José Rujano       | Androni Giocattoli  | 107    |
|                  |                   |                     |        |
| 11               | Jan Bakelants     | Omega Pharma-Lotto  | 63     |
| 17               | Steven Kruijswijk | Rabobank            | 46     |

| Bergklassement |                   |                    |        |
| Plaats         | Naam              | Ploeg              | Punten |
| Groene trui    | Stefano Garzelli  | Acqua & Sapone     | 67     |
| 2              | José Rujano       | Androni Giocattoli | 43     |
| 3              | Mikel Nieve       | Euskaltel-Euskadi  | 39     |
|                |                   |                    |        |
| 10             | Johnny Hoogerland | Vacansoleil-DCM    | 21     |
| 14             | Jan Bakelants     | Omega Pharma-Lotto | 17     |

| Jongerenklassement |                   |                     |           |
| Plaats             | Naam              | Ploeg               | Tijd      |
| Witte trui         | Roman Kreuziger   | Pro Team Astana     | 84u16'42" |
| 2                  | Steven Kruijswijk | Rabobank            | + 2'23"   |
| 3                  | Peter Stetina     | Team Garmin-Cervélo | + 38'41"  |
|                    |                   |                     |           |
| 4                  | Jan Bakelants     | Omega Pharma-Lotto  | + 43'39"  |

| Ploegenklassement |                    |            |
| Plaats            | Ploeg              | Tijd       |
|                   | Pro Team Astana    | 252u44'52" |
| 2                 | Team Movistar      | + 10'00"   |
| 3                 | AG2R-La Mondiale   | + 11'23"   |
|                   |                    |            |
| 7                 | Omega Pharma-Lotto | + 1u07'35" |
| 12                | Rabobank           | + 1u33'59" |

1e etappe ·
2e etappe ·
3e etappe ·
4e etappe ·
5e etappe ·
6e etappe ·
7e etappe ·
8e etappe ·
9e etappe ·
10e etappe ·
11e etappe ·
12e etappe ·
13e etappe ·
14e etappe ·
15e etappe ·
16e etappe ·
17e etappe ·
18e etappe ·
19e etappe ·
20e etappe ·
21e etappe
Startlijst · Eindstanden · Afbeeldingen
 winnaars · 
roze trui · 
  puntenklassement · 
  bergklassement · 
 jongerenklassement · 
 intergiro · 
 ploegenklassement · 
 strijdlust · 
 zwarte trui
Giro d'Italia Next Gen · Giro Donne · Cima Coppi
 Belgische rozetruidragers · etappewinnaars
 Nederlandse rozetruidragers · etappewinnaars
Mannen:
1909 · 
1910 · 
1911 · 
1912 · 
1913 · 
1914 · 
1919 · 
1920 · 
1921 · 
1922 · 
1923 · 
1924 · 
1925 · 
1926 · 
1927 · 
1928 · 
1929 · 
1930 · 
1931 · 
1932 · 
1933 · 
1934 · 
1935 · 
1936 · 
1937 · 
1938 · 
1939 · 
1940 · 
1946 · 
1947 · 
1948 · 
1949 · 
1950 · 
1951 · 
1952 · 
1953 · 
1954 · 
1955 · 
1956 · 
1957 · 
1958 · 
1959 · 
1960 · 
1961 · 
1962 · 
1963 · 
1964 · 
1965 · 
1966 · 
1967 · 
1968 · 
1969 · 
1970 · 
1971 · 
1972 · 
1973 · 
1974 · 
1975 · 
1976 · 
1977 · 
1978 · 
1979 · 
1980 · 
1981 · 
1982 · 
1983 · 
1984 · 
1985 · 
1986 · 
1987 · 
1988 · 
1989 · 
1990 · 
1991 · 
1992 · 
1993 · 
1994 · 
1995 · 
1996 · 
1997 · 
1998 · 
1999 · 
2000 · 
2001 · 
2002 · 
2003 · 
2004 · 
2005 · 
2006 · 
2007 · 
2008 · 
2009 · 
2010 · 
2011 · 
2012 · 
2013 · 
2014 · 
2015 · 
2016 · 
2017 · 
2018 · 
2019 · 
2020 · 
2021 · 
2022 · 
2023 · 
2024 · 
2025
Vrouwen:
1988 · 
1989 · 
1990 · 
1991 ·
1992 ·
1993 · 
1994 · 
1995 · 
1996 · 
1997 · 
1998 · 
1999 · 
2000 · 
2001 · 
2002 · 
2003 · 
2004 · 
2005 · 
2006 · 
2007 · 
2008 · 
2009 · 
2010 · 
2011 · 
2012 ·
2013 · 
2014 ·
2015 ·
2016 ·
2017 ·
2018 ·
2019 ·
2020 ·
2021 ·
2022 ·
2023 ·
2024 ·
2025
 Tour Down Under · 
 Parijs-Nice · 
 Tirreno-Adriatico · 
 Milaan-San Remo · 
 Ronde van Catalonië · 
 Gent-Wevelgem · 
 Ronde van Vlaanderen · 
 Ronde van het Baskenland · 
 Parijs-Roubaix · 
 Amstel Gold Race · 
 Waalse Pijl · 
 Luik-Bastenaken-Luik · 
 Ronde van Romandië · 
 Ronde van Italië · 
 Critérium du Dauphiné · 
 Ronde van Zwitserland · 
 Ronde van Frankrijk · 
 Clásica San Sebastián · 
 Ronde van Polen · 
  Eneco Tour · 
 Ronde van Spanje · 
 Vattenfall Cyclassics · 
 GP Ouest France-Plouay · 
 Grote Prijs van Quebec · 
 Grote Prijs van Montreal · 
 Ronde van Peking · 
 Ronde van Lombardije